# Pilar Bustos
María del Pilar Bustos Romoleroux (Quito, 1945) es una artista, dibujante y muralista ecuatoriana.

## Biografía
María del Pilar Bustos Romoleroux nació en Quito, Ecuador en 1945. Es hija de Pedro Bustos de nacionalidad chilena y Susana Romoleroux de nacionalidad ecuatoriana. A temprana edad se mudó a Chile, donde en los campos de Chillán empezó su interés por la pintura y los caballos. En 1961 se mudó a Cuba e inició allí sus estudios artísticos en la Escuela Nacional de Arte, en el barrio de Cubanacán al oeste de La Habana. Allí inició su vida como artista con sus primeras exposiciones.
En 1965 abrió su primera exposición. Pasó la mayor parte de su vida en Cuba y Chile. Ayudó a los jóvenes, en Chile, a expresarse mediante el arte durante del gobierno socialista de Salvador Allende. Fue premiada en 1966 y 1967 por la pintura de sus murales. En 1980 obtuvo una mención en el Concurso de Dibujo y Poesía sobre la Danza en la Universidad Autónoma de México. 
Fue maestra en la Escuela de Artes en la Universidad Central del Ecuador y en la Universidad San Francisco de Quito. Es fundadora y actualmente preside el Colectivo de Artes Cienfuegos. Continua produciendo sus obras con amor y pasión.

## Obras
La obras de Pilar Bustos están orientadas a la construcción de la figura humana.
- La piel y un fondo blanco
- Secretos etéreos
- La línea de la vida
- Tulipanes

## Reconocimientos
- Premio Adquisición y Premio Ingreso a la Unión Nacional de Escritores y Artistas de Cuba, Cuba, 1965.[7]
- Primer Premio Realización Mural Ciudad Sandino, Cuba 1966.[8]
- Segundo Premio Mural Parque Universitario, La Habana, Cuba, 1967.[8]
- Premio a la Excelencia Primer Salón Femenino de Pintura, Cuenca, Ecuador, 1980.[1]
- Mención Concurso Internacional de Dibujo y Poesía sobre la Danza, Universidad Autónoma de México, México, 1980.[8]
- Premio a la Excelencia Primer Salón Femenino de Pintura, Cuenca, Ecuador, 2005.[8]
- Premio Nacional Eugenio Espejo, en la Categoría Artes, Ecuador, 2015.[9]